# 钱易 (宋朝)

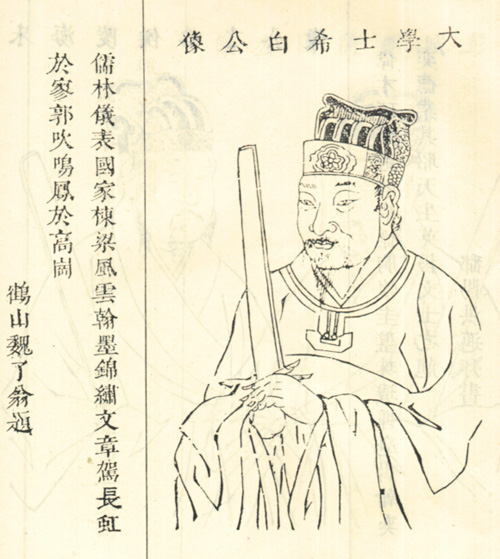
錢易

錢易（968年—1026年），字希白、寶月，號慧照大師，臨安（今屬浙江）人，宋朝学者、政治人物。吳越王錢鏐之后，吳越王錢倧之子，錢昆之弟，錢惟渲之從弟。

## 生平
生於开宝元年（968年），淳化三年（992年）舉進士，因繳卷過早，被主考官以為輕率，不被承認。卻因此名躁一時，蘇易簡認為他有李白之才。真宗咸平二年（999年）以榜眼及第，历任太常博士、直集贤院，授濠州團練推官、光祿寺丞、左司郎中，天圣三年（1025年）官至翰林學士，天圣四年（1026年）正月，“儤直未满而卒”。
錢易字畫均佳，“自畫十六羅漢，極古怪。 ”尤其擅長書寫丈余大型行草條幅。著有《金閨瀛洲西垣制集》60卷、《瀛洲集》50卷、《西垣集》20卷、《内制集》20卷、《寿云总录》100卷、《洞微志》3卷等，今僅存《南部新書》、《洞微志》1卷。